# Graminorthezia monticola
Graminorthezia monticola är en insektsart som först beskrevs av Cockerell 1898.  Graminorthezia monticola ingår i släktet Graminorthezia och familjen vaxsköldlöss. Inga underarter finns listade i Catalogue of Life.